# Poryck Stary
Poryck Stary (ukr. Старий Порицьк, Staryj Poryćk) – wieś na Ukrainie, w obwodzie wołyńskim, w rejonie włodzimierskim. W 2001 roku liczyła 435 mieszkańców.

## Historia
Pod koniec XIX wieku wieś należała do gminy Poryck, w powiecie włodzimierskim, w guberni wołyńskiej.
Do 2020 w rejonie iwanickim.